# Castello di Urquhart
Il castello di Urquhart (in gaelico scozzese Caisteal na Sròine) è una castello in rovina situato lungo le rive del Loch Ness, nelle vicinanze del villaggio di Drumnadrochit nelle Highlands. Si trova sulla A82, a 21 km da Inverness e a 2 km da Drumnadrochit.
Le rovine attuali risalgono ai secoli XIII-XVI, anche se il castello fu costruito su una fortificazione preesistente. Urquhart ebbe un ruolo importante nelle guerre d'indipendenza scozzesi del XIV secolo. Urquhart fu parzialmente distrutto nel 1692 per evitare che le forze giacobite lo usassero e poi cadde in rovina. Nel XX secolo è stato aperto al pubblico e oggi è uno dei castelli scozzesi più visitati.
Il castello, situato su un promontorio affacciato su Loch Ness, è uno dei più grandi della Scozia.

## Storia
Il nome Urquhart deriva dalla forma arcaica Airdchartdan, a sua volta derivante dall'antico irlandese aird (punta o promontorio) e dall'antico gallese cardden (boschetto o foresta). Speculazioni sul fatto che Urquhart forse fosse la fortezza di Bridei figlio di Maelchon, re dei Pitti, spinse il professor Leslie Alcock a intraprendere gli scavi nel 1983. 
La Vita di San Columba di Adamnano attesta che san Columba incontrò Bridei tra il 562 e il 586, anche se non abbiamo dettagli geografici. Adamnano racconta anche che durante l'incontro Columba convertì un nobile dei pitti chiamato Emchath, suo figlio son Virolec e la famiglia in un luogo chiamato Airdchartdan. Gli scavi indicarono che sulla collina rocciosa nell'angolo sud-ovest del castello sorgeva un forte tra il V e l'XI secolo. La scoperta portò il professor Alcock a concludere che Urquhart fosse più probabilmente la residenza di Emchath e non quella di Bridei, che probabilmente si trovava a Inverness.
Non si conosce con esattezza la data di edificazione ma da documenti storici si ha prova che la fortificazione esisteva già prima del XIII secolo. Divenne proprietà di Alan Durward, Giudice di Scozia, che lo ampliò notevolmente. Nel 1275, dopo la morte di Alan, il re concesse Uquhart a John Comyn, II signore di Badenoch.
La prima documentazione del castello di Urquhart appare nel 1296, quando fu conquistato da Edoardo I d'Inghilterra. L'invasione di Edoardo I segnò l'inizio delle guerre d'indipendenza scozzesi, che durarono fino al 1357. Robert Bruce nel 1307 riprese i castelli di Inverlochy, Urquhart e Inverness. Da qui, il castello di Urquhart divenne un castello dei reali scozzesi. Nel 1342 Davide II trascorse l'estate a Urquhart e fu l'unico re a dimorare qui. Nel 1395 Donald McDonald prese il controllo del castello e riuscì a tenerlo per più di 15 anni. Giacomo I gli riconobbe il titolo di primo conte di Ross, ma riprese il controllo del castello di Urquhart. 
Per evitare che la costruzione entrasse nelle mani dei giacobiti questa fu fatta esplodere nel 1692.
A fine '700 il castello era senza tetto ed era considerato una rovina romantica dai pittori del XIV secolo e dai visitatori delle Highlands. La contessa Caroline di Seafield, morta nel 1911, inserì nel testamento che il castello fosse donato allo Stato. In seguito il castello è diventato di proprietà del Historic Scotland. Nel 1994 l'ente propose la costruzione di un centro visitatori e un parcheggio per alleviare i problemi di parcheggio sull'A82 e la proposta venne approvata nel 1998.

## Nella cultura di massa
Il castello appare nel film Vita privata di Sherlock Holmes di Billy Wilder del 1970, nel quale è la sede di un progetto segreto della Royal Navy per la realizzazione di un sommergibile, intorno al quale ruota la trama della seconda parte del film.